# Snowboard-Juniorenweltmeisterschaften 2008
Die 12. FIS Snowboard-Juniorenweltmeisterschaften fand vom 16. März bis 23. März 2008 in Valmalenco, Italien statt. Ausgetragen wurden Wettkämpfe im Parallelslalom (PSL), Parallel-Riesenslalom (PGS), Snowboardcross (SBX), Halfpipe (HP) und Big Air (BA).

## Ergebnisse Frauen

### Parallelslalom
| Platz | Land        | Sportlerin           | Punkte |
| ----- | ----------- | -------------------- | ------ |
| 1     | Deutschland | Selina Jörg          | 360,00 |
| 2     | Norwegen    | Hilde Katrine Engeli | 288,00 |
| 3     | Österreich  | Viktoria Stefaner    | 216,00 |
| 4     | Deutschland | Selina Kammerer      | 180,00 |
| 5     | Österreich  | Ina Meschik          | 162,00 |
| 6     | Russland    | Aljona Sawarsina     | 144,00 |
| 7     | Schweiz     | Stefanie Müller      | 129,60 |
| 8     | Österreich  | Sabine Schöffmann    | 115,20 |

Datum: 18. März 2008
09.  Ivonne Schütz 

14.  Melanie Moderegger 

15.  Sarah Brügger 

16.  Maria Sitzenfrei 

17.  Julie Zogg 

20.  Rosa Czipf

### Parallel-Riesenslalom
| Platz | Land               | Sportlerin           | Punkte |
| ----- | ------------------ | -------------------- | ------ |
| 1     | Norwegen           | Hilde Katrine Engeli | 360,00 |
| 2     | Österreich         | Ina Meschik          | 288,00 |
| 3     | Russland           | Aljona Sawarsina     | 216,00 |
| 4     | Polen              | Karolina Sztokfisz   | 180,00 |
| 5     | Russland           | Julija Bajarinzewa   | 162,00 |
| 6     | Vereinigte Staaten | Brooke Shaw          | 144,00 |
| 7     | Russland           | Darja Kotschanowa    | 129,60 |
| 8     | Schweiz            | Julie Zogg           | 115,20 |

Datum: 17. März 2008
09.  Melanie Moderegger 

11.  Sabine Schöffmann 

12.  Viktoria Stefaner 

19.  Ivonne Schütz 

25.  Sarah Brügger 

29.  Stefanie Müller 

31.  Maria Sitzenfrei 

34.  Selina Kammerer 

43.  Rosa Czipf

### Snowboardcross
| Platz | Land               | Sportlerin              | Punkte |
| ----- | ------------------ | ----------------------- | ------ |
| 1     | Frankreich         | Marion Perez            | 450,00 |
| 2     | Vereinigte Staaten | Callan Chythlook-Sifsof | 360,00 |
| 3     | Vereinigte Staaten | Brooke Shaw             | 270,00 |
| 4     | Schweiz            | Simona Meiler           | 225,00 |
| 5     | Frankreich         | Océane Pozzo            | 202,50 |
| 6     | Norwegen           | Helene Olafsen          | 180,00 |
| 7     | Schweiz            | Miriam Wuffli           | 162,00 |
| 8     | Österreich         | Sabine Schöffmann       | 144,20 |

Datum: 21. März 2008
20.  Émilie Aubry 

37.  Julia Hennecke

### Halfpipe
| Platz | Land               | Sportlerin         | Punkte |
| ----- | ------------------ | ------------------ | ------ |
| 1     | Frankreich         | Sophie Rodriguez   | 450,00 |
| 2     | Vereinigte Staaten | Kaitlyn Farrington | 360,00 |
| 3     | Norwegen           | Linn Haug          | 270,00 |
| 4     | Spanien            | Queralt Castellet  | 225,00 |
| 5     | Japan              | Rana Okada         | 202,50 |
| 6     | Vereinigte Staaten | Brooke Shaw        | 180,00 |
| 7     | Norwegen           | Helene Olafsen     | 162,00 |
| 8     | Japan              | Rika Hatta         | 144,00 |

Datum: 20. März 2008
09.  Nadja Purtschert 

11.  Émilie Aubry 

14.  Pia Meusburger

### Big Air
| Platz | Land       | Sportlerin       | Punkte |
| ----- | ---------- | ---------------- | ------ |
| 1     | Tschechien | Šárka Pančochová | 360,00 |
| 2     | Norwegen   | Helene Olafsen   | 288,00 |
| 3     | Finnland   | Enni Rukajärvi   | 216,00 |
| 4     | Kroatien   | Anja Stefan      | 180,00 |
| 5     | Slowenien  | Cilka Sadar      | 162,00 |
| 6     | Schweiz    | Nadja Purtschert | 144,00 |
| 7     | Polen      | Joanna Zając     | 129,60 |
| 8     | Finnland   | Merika Enne      | 115,20 |

Datum: 19. März 2008
18.  Pia Meusburger

## Ergebnisse Männer

### Parallel-Slalom
| Platz | Land       | Sportler             | Punkte |
| ----- | ---------- | -------------------- | ------ |
| 1     | Bulgarien  | Radoslaw Jankow      | 360,00 |
| 2     | Italien    | Christoph Mick       | 288,00 |
| 3     | Österreich | Christoph Maltschnig | 216,00 |
| 4     | Japan      | Manabu Kobayashi     | 180,00 |
| 5     | Slowenien  | Jure Hafner          | 162,00 |
| 6     | Österreich | Hanno Douschan       | 144,00 |
| 7     | Bulgarien  | Iwan Rantschew       | 129,60 |
| 8     | Serbien    | Boris Judin          | 115,20 |

Datum: 18. März 2008
10.  Alexander Payer 

13.  Lukas Mathies 

14.  Mathias Schöpf 

20.  Johann Stefaner 

21.  Stefan Weber 

29.  Morris Dörig 

32.  Markus Strecha 

34.  Silvan Flepp 

36.  Mario Ziegler 

43.  Daniel Weis

### Parallel-Riesenslalom
| Platz | Land        | Sportler             | Punkte |
| ----- | ----------- | -------------------- | ------ |
| 1     | Slowenien   | Jure Hafner          | 360,00 |
| 2     | Österreich  | Lukas Mathies        | 288,00 |
| 3     | Österreich  | Christoph Maltschnig | 216,00 |
| 4     | Deutschland | Maximilian Hafner    | 180,00 |
| 5     | Bulgarien   | Radoslaw Jankow      | 162,00 |
| 6     | Serbien     | Boris Judin          | 144,00 |
| 7     | Japan       | Kentarō Yoshioka     | 129,60 |
| 8     | Italien     | Matteo Galli         | 115,20 |

Datum: 17. März 2008
14.  Alexander Payer 

16.  Hanno Douschan 

17.  Stefan Weber 

18.  Mathias Schöpf 

27.  Daniel Weis 

29.  Mario Ziegler 

33.  Johann Stefaner 

34.  Silvan Flepp 

39.  Morris Dörig 

46.  Markus Strecha

### Snowboardcross
| Platz | Land               | Sportler       | Punkte |
| ----- | ------------------ | -------------- | ------ |
| 1     | Frankreich         | David Durand   | 360,00 |
| 2     | Österreich         | Mathias Schöpf | 288,00 |
| 3     | Frankreich         | Tony Ramoin    | 216,00 |
| 4     | Vereinigte Staaten | Chris Mahaney  | 180,00 |
| 5     | Schweiz            | Marvin James   | 162,00 |
| 6     | Frankreich         | Johann Baisamy | 144,00 |
| 7     | Lettland           | Toms Vasins    | 129,60 |
| 8     | Italien            | Fabio Cordi    | 115,20 |

Datum: 21. März 2008
17.  Maximilian Stark 

21.  Thomas Feldmann 

25.  Hanno Douschan 

27.  Mark Feldmann 

28.  Michael Hämmerle 

32.  Richard Natter 

34.  Christopher Fischer 

43.  David Ziörjen 

45.  Andreas Fischle 

46.  Michael Pregenzer 

52.  Sebastiano Robbiani-Branca

### Halfpipe
| Platz | Land                   | Sportler        | Punkte |
| ----- | ---------------------- | --------------- | ------ |
| 1     | Schweiz                | Daniel Friberg  | 600,00 |
| 2     | Japan                  | Kazuumi Fujita  | 400,00 |
| 3     | Japan                  | Keito Kumazaki  | 300,00 |
| 4     | Norwegen               | Ståle Sandbech  | 250,00 |
| 5     | Südkorea               | Kim Ho-jun      | 225,00 |
| 6     | Vereinigte Staaten     | Zachary Black   | 200,00 |
| 7     | Japan                  | Kōsuke Hosokawa | 180,00 |
| 8     | Vereinigtes Königreich | Sam Cullum      | 160,00 |

Datum: 20. März 2008
18.  Rafael Imhof 

21.  Levi Luggen 

35.  Fabian Fassnacht 

46.  Nicola Boscacci

### Big Air
| Platz | Land                   | Sportler            | Punkte |
| ----- | ---------------------- | ------------------- | ------ |
| 1     | Finnland               | Petja Piiroinen     | 360,00 |
| 2     | Norwegen               | Roger Kleivdal      | 288,00 |
| 3     | Finnland               | Tero Manninen       | 216,00 |
| 4     | Niederlande            | Rocco van Straten   | 180,00 |
| 5     | Schweiz                | Fabian Fassnacht    | 162,00 |
| 6     | Vereinigtes Königreich | Sam Cullum          | 144,00 |
| 7     | Belgien                | Christophe Reynders | 129,60 |
| 8     | Slowenien              | Aljo Krivec         | 115,20 |

Datum: 19. März 2008
22.  Rafael Imhof 

29.  Dominik Betschart 

43.  Philippe Franc 

59.  Levi Luggen 

34.  Christopher Fischer 

43.  David Ziörjen 

45.  Andreas Fischle 

46.  Michael Pregenzer 

52.  Sebastiano Robbiani-Branca

## Medaillenspiegel
| Platz | Land               | Gold | Silber | Bronze | Gesamt |
| ----- | ------------------ | ---- | ------ | ------ | ------ |
| 1     | Frankreich         | 3    | -      | 1      | 4      |
| 2     | Norwegen           | 1    | 3      | 1      | 5      |
| 3     | Finnland           | 1    | -      | 2      | 3      |
| 4     | Bulgarien          | 1    | -      | -      | 1      |
| 4     | Deutschland        | 1    | -      | -      | 1      |
| 4     | Schweiz            | 1    | -      | -      | 1      |
| 4     | Slowenien          | 1    | -      | -      | 1      |
| 4     | Tschechien         | 1    | -      | -      | 1      |
| 9     | Österreich         | -    | 3      | 3      | 6      |
| 10    | Vereinigte Staaten | -    | 2      | 1      | 3      |
| 11    | Japan              | -    | 1      | 1      | 2      |
| 12    | Italien            | -    | 1      | -      | 1      |
| 13    | Russland           | -    | -      | 1      | 1      |
|       | Gesamt             | 10   | 10     | 10     | 30     |